# Agama kirkii
Agama kirkii är en ödleart som beskrevs av  George Albert Boulenger 1885. Agama kirkii ingår i släktet Agama och familjen agamer.

## Underarter
Arten delas in i följande underarter:
- A. k. fitzsimonsi
- A. k. kirkii